# Oryza
Genre
Oryza est un genre de plantes monocotylédones de la famille des Poaceae, sous-famille des Oryzoideae,. 
Ce genre comprend une vingtaine d'espèces acceptées, dont les deux espèces de riz cultivé, Oryza sativa et Oryza glaberrima, qui figurent parmi les principales plantes alimentaires. 
Les espèces du genre Oryza sont des graminées poussant dans les zones humides, qui peuvent atteindre 1 à 2 mètres de haut.
Le genre comprend des espèces annuelles et vivaces.
Plusieurs espèces de riz sauvage (non cultivées), notamment Oryza perennis, Oryza nivara, Oryza rufipogon, Oryza latifolia, Oryza punctata, très proches biologiquement des riz cultivés, se comportent parfois dans les rizières comme des mauvaises herbes difficiles à extirper et sont considérées comme nuisibles.

## Étymologie
Le mot oryza est une déclinaison (notamment le nominatif singulier) d'un nom latin féminin signifiant « riz ». Ce nom est une transcription du mot grec ὄρυζα / oryza (de même sens), lui-même issu du sanskrit via le persan.

## Caractéristiques générales
Les espèces du genre oryza regroupent des plantes herbacées, annuelles ou vivaces, poussant en touffes. Les tiges (chaumes) sont dressées ou ascendantes. 
Les feuilles, principalement caulinaires, ont un limbe linéaire, plat, relativement large, et une ligule membraneuse. 
L'inflorescence est une panicule rameuse, souvent penchée, généralement composée de multiples rameaux spiciformes, les ramifications inférieures habituellement verticillées, faiblement ou non ramifiées. 
Les épillets, portés par un pédicelle court, sont fortement comprimés latéralement. Ils se désarticulent à maturité sous les lemmes stériles, et sont persistants chez les variétés cultivées.
Ils comptent trois fleurons, dont seul le fleuron supérieur est fertile. Les fleurons stériles se réduisent à deux lemmes étroites à la base du fleuron fertile. 
Les glumes, à l'état de vestiges, subsistent après la désarticulation comme une collerette lobée, peu profonde, à l'apex du pédicelle.
Toutefois, les écailles étroites situées à la base du fleuron fertile sont parfois considérées comme des glumes plutôt que des lemmes stériles, et la collerette à l'apex du pédicelle tout simplement comme un tissu de ce dernier.
La lemme fertile carénée, scarieuse, étroitement papillée, parfois couverte de fines épines, rarement lisse, présente cinq  nervures très visibles et un apex non aristé ou portant une arête droite. La paléole, semblable à la lemme, mais plus étroite, présente  trois nervures et un apex se terminant en bec. Les fleurons fertiles présentent six étamines. 
Le fruit est un caryopse de forme variable, avec un embryon dont la longueur est 25 % de celle du caryopse, et un hile linéaire aussi long que le caryopse.

## Taxinomie

### Synonymes
Selon GRIN (5 mars 2015) :
- Padia Moritzi ;
- Porteresia Tateoka.

### Liste d'espèces
Plus de 300 noms ont été proposés comme espèces, sous-espèces et autres taxons infraspécifiques au sein du genre Oryza. Le nombre d'espèces distinctes acceptées varie selon les auteurs. Selon Kew World Checklist, seules  les 19 espèces listées ci-dessous doivent être retenues comme distinctes.
Selon World Checklist of Selected Plant Families (WCSP) (22 avril 2017) :
- Oryza australiensis Domin (1915)
- Oryza barthii A.Chev. (1910)
- Oryza brachyantha A.Chev. & Roehr. (1914)
- Oryza coarctata Roxb., Fl. Ind. ed. 1832 (1832)
- Oryza eichingeri Peter (1930)
- Oryza glaberrima Steud. (1853)
- Oryza grandiglumis (Döll) Prodoehl (1922)
- Oryza latifolia Desv. (1813)
- Oryza longiglumis Jansen (1953)
- Oryza longistaminata A.Chev. & Roehr. (1914)
- Oryza meyeriana (Zoll. & Moritzi) Baill. (1894)
- Oryza minuta J.Presl (1830)
- Oryza neocaledonica Morat, Bull. Mus. Natl. Hist. Nat., B (1994)
- Oryza officinalis Wall. ex Watt (1891)
- Oryza punctata Kotschy ex Steud. (1853)
- Oryza ridleyi Hook.f. (1896)
- Oryza rufipogon Griff. (1851)
- Oryza sativa L. (1753)
- Oryza schlechteri Pilg. (1914)

## Génome
On a déterminé chez les espèces du genre Oryza dix types de génomes (parfois 11), dont six génomes diploïdes (AA, BB, CC, EE, FF et GG) et quatre ou cinq génomes allotétraploïdes (BBCC, CCDD, HHKK, HHJJ et KKLL. La répartition des espèces entre ces différents types de génomes est présentée ci-après.
La plupart des espèces du genre Oryza ont été groupées en complexes d'espèces, en nombre variable selon les auteurs. La section Oryza sativa se subdivise en deux complexes, le complexe Oryza sativa, qui comprend sept espèces morphologiques partageant toutes le génome diploïde AA, et le complexe Oryza officinalis, qui regroupe des espèces ayant quatre génomes différents, BB, CC, DD et EE, avec à la fois des espèces diploïdes et des espèces tétraploïdes. 
| Complexe d'espèces         | Type de génome | Nombre de chromosomes (2n) | Espèces                             | Distribution                                        | Caractères utiles | Commentaires                                          |
| -------------------------- | -------------- | -------------------------- | ----------------------------------- | --------------------------------------------------- | --- | ----------------------------------------------------- |
| Section Sativa             |                |                            |                                     |                                                     | |                                                       |
| Complexe Oryza sativa      | AA             | 24                         | Oryza sativa                        | cosmopolite                                         | cultigène, rendement élevé |                                                       |
| Complexe Oryza sativa      | AA             | 24                         | Oryza glaberrima                    | Afrique occidentale                                 | cultigène ; tolérance à la sécheresse, à l'acidité du sol, à la toxicité ferreuse, à la carence en phosphore ; résistance à la nielle bactérienne (Xanthomonas oryzae pv oryzae), à la pyriculariose (Magnaporthe grisea), au virus de la marbrure jaune du riz (RYMV), à la cécidomyie du riz (Orseolia oryzivora), aux nématodes ; compétitivité vis-à-vis des adventices |                                                       |
| Complexe Oryza sativa      | AA             | 24                         | Oryza barthii (Oryza breviligulata) | Afrique                                             | résistance à la cicadelle verte, à la nielle bactérienne ; évitement de la sécheresse ; tolérance à la chaleur et à la sécheresse |                                                       |
| Complexe Oryza sativa      | AA             | 24                         | Oryza glumipatula                   | Amérique centrale et Amérique du Sud                | aptitude à l'élongation ; source de stérilité mâle cytoplasmique (CMS) ; tolérance à la chaleur |                                                       |
| Complexe Oryza sativa      | AA             | 24                         | Oryza longistaminata                | Afrique                                             | résistance à la nielle bactérienne, aux nématodes, aux foreurs des tiges ; évitement de la sécheresse |                                                       |
| Complexe Oryza sativa      | AA             | 24                         | Oryza meridionalis                  | Australie                                           | aptitude à l'élongation ; évitement de la sécheresse ; tolérance à la chaleur et à la sécheresse |                                                       |
| Complexe Oryza sativa      | AA             | 24                         | Oryza nivara                        | Asie tropicale et subtropicale                      | résistance au virus du rabougrissement herbacé du riz (RGSV), à la nielle bactérienne | écotype annuel d'Oryza rufipogon                      |
| Complexe Oryza sativa      | AA             | 24                         | Oryza rufipogon                     | Asie tropicale et subtropicale, Australie tropicale | résistance à la nielle bactérienne, à la pyriculariose, à la cicadelle brune, au virus du tungro ; tolérance modérée à la pourriture de la gaine (Thanatephorus cucumeris, anamorphe : Rhizoctonia solani) ; tolérance à l'aluminium et à l'acidité du sol ; élongation accrue sous hautes eaux ; loci d'augmentation du rendement                                          |                                                       |
| Complexe Oryza officinalis | BB, BBCC       | 24, 48                     | Oryza punctata                      | Afrique                                             | résistance à la cicadelle brune, à la nielle bactérienne, à la cicadelle zigzag (Recilia dorsalis) ; tolérance à la chaleur et à la sécheresse |                                                       |
| Complexe Oryza officinalis | CC             | 24                         | Oryza officinalis                   | Asie tropicale et subtropicale, Australie tropicale | résistance aux thrips, à la cicadelle brune, à la cicadelle verte, à la pourriture des tiges (Magnaporthe salvinii) ; tolérance à la chaleur |                                                       |
| Complexe Oryza officinalis | CC             | 24                         | Oryza rhizomatis                    | Sri Lanka                                           | évitement de la sécheresse ; résistance à la pyriculariose ; tolérance à la chaleur |                                                       |
| Complexe Oryza officinalis | CCDD           | 48                         | Oryza malampuzhaensis               | Inde                                                | | race tétraploïde d'Oryza officinalis                  |
| Complexe Oryza officinalis | BBCC           | 48                         | Oryza minuta                        | Philippines, Papouasie Nouvelle-Guinée              | résistance à la nielle bactérienne, à la pyriculariose, à la cicadelle brune, à la cicadelle verte |                                                       |
| Complexe Oryza officinalis | BBCC           | 48                         | Oryza schweinfurthiana              | Afrique                                             | | race tétraploïde d'Oryza punctata                     |
| Complexe Oryza officinalis | BBCC           | 48                         | Oryza eichingeri                    | Afrique orientale, Sri Lanka                        | résistance à la cicadelle brune (Nilaparvata lugens), à la cicadelle à dos blanc (Sogatella furcifera), à la cicadelle verte | seule espèce présente à la fois en Asie et en Afrique |
| Complexe Oryza officinalis | CCDD           | 48                         | Oryza alta                          | Amérique centrale et Amérique du Sud                | résistance à la pyrale rayée du riz (Chilo suppressalis) ; production élevée de biomasse |                                                       |
| Complexe Oryza officinalis | CCDD           | 48                         | Oryza grandiglumis                  | Amérique du Sud                                     | production de biomasse élevée |                                                       |
| Complexe Oryza officinalis | CCDD           | 48                         | Oryza latifolia                     | Amérique centrale et Amérique du Sud                | résistance à la cicadelle brune, à la nielle bactérienne ; production élevée de biomasse |                                                       |
| Section Australiensis      |                |                            |                                     |                                                     | |                                                       |
|                            | EE             | 24                         | Oryza australiensis                 | Australie tropicale                                 | résistance à la pyriculariose, à la nielle bactérienne, à la cicadelle brune ; évitement de la sécheresse ; tolérance à la chaleur et à la sécheresse | membre du complexe Oryza officinalis                  |
| Section Brachyantha        |                |                            |                                     |                                                     | |                                                       |
|                            | FF             | 24                         | Oryza brachyantha                   | Afrique                                             | tolérance à l'ombre ; stolonifère |                                                       |
| Section Padia              | Section Padia  | Section Padia              | Section Padia                       | Section Padia                                       | Section Padia | Section basale ou primitive du genre Oryza            |
|                            | HHKK           | 48                         | Oryza schlechteri                   | Papouasie Nouvelle-Guinée                           | stolonifère |                                                       |
|                            | KKLL           | 48                         | Oryza coarctata                     | Asie du sud                                         | tolérance au sel ; stolonifère |                                                       |
| Section Ridleyanae         |                |                            |                                     |                                                     | |                                                       |
| Complexe Oryza ridleyi     | HHJJ           | 48                         | Oryza longiglumis                   | Iran Jaya, Indonésie, Papouasie Nouvelle-Guinée     | résistance à la pyriculariose, à la nielle bactérienne |                                                       |
| Complexe Oryza ridleyi     | HHJJ           | 48                         | Oryza ridleyi                       | Asie du Sud, Papouasie Nouvelle-Guinée              | résistance à la pyriculariose, à la nielle bactérienne, au virus du tungro, aux foreurs des tiges et à la mineuse du riz (Hydrellia philippina) |                                                       |
| Section Granulata          |                |                            |                                     |                                                     | |                                                       |
| Complexe Oryza meyeriana   | GG             | 24                         | Oryza granulata                     | Asie du Sud                                         | tolérance à l'ombre ; adaptation aux sols aérobies | variété dOryza meyeriana                              |
| Complexe Oryza meyeriana   | GG             | 24                         | Oryza meyeriana                     | Asie du Sud-Est                                     | tolérance à l'ombre ; adaptation aux sols aérobies |                                                       |
| Complexe Oryza meyeriana   | GG             | 24                         | Oryza neocaledonica                 | Nouvelle-Calédonie                                  | |                                                       |

## Phylogénie